# Лісова Поляна (Шосткинський район)
Лісова́ Поля́на —  село в Україні, у Середино-Будській міській громаді Шосткинського району Сумської області. Населення становить 5 осіб. До 2020 орган місцевого самоврядування — Ромашківська сільська рада.

## Географія
Село Лісова Поляна знаходиться за 1,5 км від лівого берега річки Знобівка. На відстані 0,5 км розташоване село Демченкове, за 1,5 км — село Ромашкове. По селу протікає пересихаючий струмок з загатами.

## Назва
Раніше також мав назву хутір Темний.

## Символіка
На гербі зображений метелик на темнозеленому тлі, вище зображені дві білі сосни. Герб символізує лісову галявину. Темнозелений колір — історичну назву, хутір Темний.

## Історія
За твердженням уродженки села Валентини Іванівни Сапиної (Івотської), Лісова Поляна, була заснована вихідцями з села Чернацьке в 1928 році. Її твердження мають під собою підставу, оскільки на момент проведення Всесоюзного перепису населення 1926 р. населеного пункту з такою назвою ще не було.
З дня заснування Лісова Поляна була невеликим населеним пунктом і в 1940 році нараховувала 13 дворів, у яких проживало близько 50 жителів, а в середині 1950-их років  — 19 дворів і 107 жителів.
У 1960-ті роки  село потрапила в розряд неперспективних населених пунктів, чисельність населення в якому з року в рік знижується. Якщо 12 січня 1989 в селі проживало 20 жителів, то на 1 січня 2008 року залишилося всього 7 жителів, а на сьогоднішній день і того менше.
12 червня 2020 року, відповідно до Розпорядження Кабінету Міністрів України № 723-р «Про визначення адміністративних центрів та затвердження територій територіальних громад Сумської області» увійшло до складу Середино-Будської міської громади.
19 липня 2020 року,  в результаті адміністративно-територіальної реформи та ліквідації Середино-Будського району, село увійшло до Шосткинського району.